# Ilse Hirt
Ilse Hirt, am Theater vor 1945 auch als Ilse Hirth, (* 7. November 1902 in Berlin; † 19. Mai 1971 in Weimar, DDR) war eine deutsche Bühnen- und Filmschauspielerin.

## Leben und Wirken
Ilse Charlotte Hirt besuchte die Höhere Töchterschule und anschließend zwecks Schauspielausbildung die Marie-Seebach-Schule. Zu ihren Lehrern zählten Ernst Keppler, Albert Florath und Albert Patry. Noch während ihrer Schulzeit in Berlin trat sie in Jugendrollen am Theater des Westens auf und spielte in Stücken wie Was ihr wollt (wo sie die weibliche Hauptrolle der Viola verkörperte) und Molières Der eingebildete Kranke. Zwischen 1918 und 1920 folgten auch mehrere (mutmaßlich recht kleine) Filmrollen; so will sie nach eigenen Angaben auch mit solchen in Inszenierungen von Ernst  Lubitsch und Manfred Noa sowie in Filmen mit Ellen Richter (Titel derzeit allesamt unbekannt) mitgewirkt haben. 
Anschließend konzentrierte sich die Nachwuchskünstlerin ganz auf die Theaterarbeit. Ilse Hirt, deren Nachname in jungen Jahren auch als Hirth geführt wurde, trat nach ihrer Abschlussprüfung an der Marie-Seebach-Schule ein dreijähriges Engagement am Altenburger Stadttheater unter der Intendanz von Max Berg-Ehlert an und hatte dort besonderen Erfolg als Käthie in der Studentenprinz-Romanze Alt-Heidelberg. Es folgten kurz hintereinander Verpflichtungen an die Bühnen von Chemnitz sowie an das Neue Theater und das Schauspielhaus von Berlin. Später war Ilse Hirt bis 1945 überwiegend an kleinen Spielstätten im damaligen deutschen Osten (Stadttheater von Beuthen, Stettin, Brieg, Bunzlau, Glogau und Sommertheater in Salzbrunn) engagiert. 
Ihr Rollenfach in jungen Jahren war das der jugendlich Naiven, später wuchs Ilse Hirt in das Charakterfach hinein. Nach 1945 ließ sie sich in Ostberlin bzw. der DDR nieder und begann ihre Nachkriegskarriere mit einem Festengagement am Stadttheater von Zeitz. Von 1950 bis 1952 war Ilse Hirt am Meininger Theater beschäftigt. Mitte der 1960er Jahre erhielt sie auch zwei winzige Rollenangebote von der DEFA bzw. dem DFF. Zuletzt lebte Ilse Hirt in Weimar, wo sie auch verstarb.

## Filmografie
- 1920: Der Leidensweg des Hainar Rönelund
- 1920: Seine drei Frauen
- 1966: Trick 17 b (Fernsehfilm)
- 1966: Die Reise nach Sundevit